# Enrico Cenni
Enrico Cenni (Vallo della Lucania, 20 novembre 1825 – Napoli, 27 luglio 1903) è stato un giurista, storico e letterato italiano.

## Biografia
Nato a Vallo della Lucania il 20 novembre 1825, da Giovanni e Marianna Bottino, in politica fu "neoguelfo", ossia appartenne al gruppo di cattolici moderati - quali per esempio, fra i cittadini nati nel Regno delle Due Sicilie, Vincenzo d'Errico, Pietro Calà Ulloa, Federico Persico (che ne scrisse una biografia), Giovanni Manna, eccetera - i quali, nel periodo preunitario, aspiravano alla costituzione di una confederazione degli stati italiani sotto la presidenza del papa, secondo quando teorizzato nel 1843 da Gioberti nel "Del primato morale e civile degli italiani". 

Quando, nel 1838, suo padre Giovanni fu nominato intendente della provincia Calabria Ulteriore Seconda con sede a Catanzaro, vi si dovette trasferire ed entrò nel collegio dove insegnava italiano Luigi Settembrini. I due rimasero in contatto per il resto della vita, tanto che il Settembrini gli fece dono del crocifisso di osso che aveva scolpito durante la sua prigionia. Nel 1849 suo padre Giovanni fu "messo al ritiro", probabilmente perché sospettato di simpatie liberali; tale ipotesi è avvalorata dal fatto che il padre fu poi richiamato in servizio come Governatore della Provincia di Napoli nel 1860, anno della svolta costituzionale del Regno. Enrico Cenni si laureò ventenne in giurisprudenza nell'università di Napoli ed esercitò a lungo l'avvocatura.
Aveva sposato nel 1858 la nobildonna napoletana Maria Caterina Cavalcanti, sorella della moglie dell'amico Federico Persico che così diveniva suo cognato. Dalla moglie ebbe l'unico figlio a nome Giovannino che, dopo una vita dissoluta, avrebbe finito con il suicidarsi la mattina del 15 giugno 1896, lanciandosi da una finestra dell'Hotel Vesuvio di Napoli, lasciando così vedova la giovane moglie Filomena Toscano, incinta.
Dopo l'Unità d'Italia, entrò per concorso nell'avvocatura erariale, il 19 febbraio 1861 fu nominato giudice del tribunale civile di Napoli e il 6 aprile 1862 sostituto procuratore. Dopo pochi anni svolti in tale ruolo, tornò al contenzioso. Critico sulle modalità con cui era avvenuta l'Unità d'Italia, avversò l'idea che la capitale dello Stato italiano fosse Roma e si batté perché fosse Napoli; criticò l'epurazione dell'esercito e della burocrazia borbonica, in quanto il malcontento avrebbe incrementato la reazione e il brigantaggio.. Nel 1870 lasciò l'amministrazione statale e si dedicò con successo all'avvocatura; l'agiatezza economica gli permise di viaggiare in molti paesi europei. 
Colpito da paralisi nel 1900, negli ultimi anni della sua esistenza si trovò anche in difficoltà economiche. Benedetto Croce, il quale prese spunto dagli Studi di diritto pubblico di Cenni per la sua Storia del Regno di Napoli, ne diede il seguente ritratto: 
(Benedetto Croce, Storia del Regno di Napoli, 1ª ed., Bari, Laterza, 1925, p. 19)

## Opere (selezione)
- Napoli e l'Italia : considerazioni, Stamp. Del Vaglio, Napoli, 112 p., 1861
- Delle presenti condizioni d'Italia e del suo riordinamento civile, Classici italiani, Napoli, 276 p., 1862
- Della legittimità del principe : considerazioni, tip. Cenniniana nelle Murate, Firenze, 79 p., 1873. Estratto da: Rivista universale, fasc. di nov. e dic. 1873
- Studi di diritto pubblico ad occasione della contesa tra il Comune di Napoli ed i proprietari danneggiati per rifazione delle vie pubbliche : con tre appendici, Stab. tip. dei Fratelli De Angelis, Napoli, 351 p., 1870